# Puškarići
 Puškarići  falu Horvátországban, Károlyváros megyében. Közigazgatásilag Ogulinhoz tartozik.

## Fekvése
Károlyvárostól 39 km-re délnyugatra, községközpontjától 3 km-re nyugatra, a Klek északnyugati lábánál, a Dobra bal partján fekszik.

## Története
A település egykor a Dobra túloldalán fekvő Sveti Petarhoz tartozott. Az 1874-ben épített Rudolf út itt vezet keresztül. Ekkor épült a Dobrán a Molnárok hídja (Molinarijev most), egy háromnyílású kőhíd, mely ma egykori anyatelepülésével köti össze. A falunak 1857-ben 115, 1910-ben 357 lakosa volt. Trianonig Modrus-Fiume vármegye Ogulini járásához tartozott. 2011-ben a 440 lakosa volt.

## Lakosság
| Lakosság változása | Lakosság változása | Lakosság változása | Lakosság változása | Lakosság változása | Lakosság változása | Lakosság változása | Lakosság változása | Lakosság változása | Lakosság változása | Lakosság változása | Lakosság változása | Lakosság változása | Lakosság változása | Lakosság változása | Lakosság változása |
| ------------------ | ------------------ | ------------------ | ------------------ | ------------------ | ------------------ | ------------------ | ------------------ | ------------------ | ------------------ | ------------------ | ------------------ | ------------------ | ------------------ | ------------------ | ------------------ |
| 1857               | 1869               | 1880               | 1890               | 1900               | 1910               | 1921               | 1931               | 1948               | 1953               | 1961               | 1971               | 1981               | 1991               | 2001               | 2011               |
| 115                | 0                  | 0                  | 290                | 303                | 357                | 341                | 335                | 288                | 334                | 341                | 364                | 387                | 411                | 392                | 440                |

## Nevezetességei
- A Molinarijev most egy 1874-ben épített háromnyílású kőhíd. Itt vezet át a Rudolf-út a Dobrán.
- Öreg malom a Dobrán.